# Крассула белая
Крассула белая (лат. Crassula alba) — вид растений рода Толстянка (Crassula) семейства Толстянковые (Crassulaceae).
Это садовое растение, не требующее особого ухода, отличается огромными алыми цветочными головками, придающими яркие оттенки осенним лугам, и ярко-зелеными сочными листьями, которые контрастируют с цветами. Видоизменение цвета цветков варьируется: у некоторых они бывают белыми, розовыми или желтыми, однако красные цветки наиболее распространены. В отличие от большинства суккулентов, данное растение отмирает после цветения, но затем вновь развивается из основания в начале последующего вегетационного периода.

## Название
Родовое латинское название Crassula происходит от латинского слова crassus, — «толстый», в основном из-за присутствия у растений этого рода сочных листьев.
Видовой латинский эпитет alba происходит от лат. albus — «белый».

## Описание

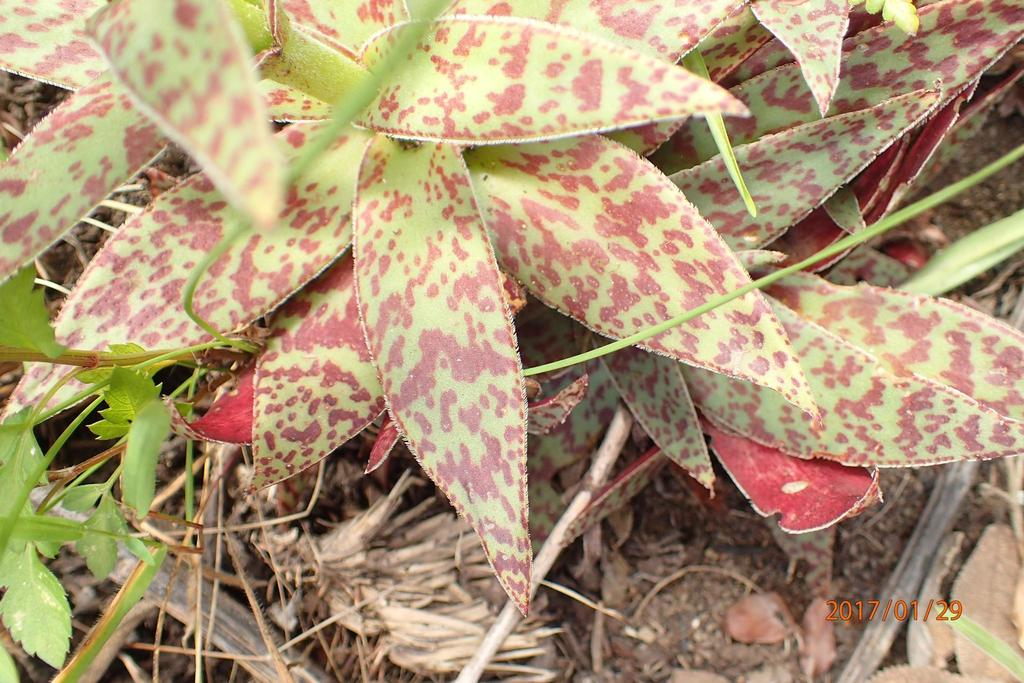
Листья

Крассула белая может достигать высоты до 500 мм. Листья образуют розетку у основания стебля и развиваются парами вдоль стебля с крошечными листовидными прицветниками. Они различаются по длине и толщине, от 60–170 мм в длину и 5–15 мм в ширину, ярко-зелеными, иногда с фиолетовыми узорами, копьевидные, с цельными краями, суживающимися к острому кончику.

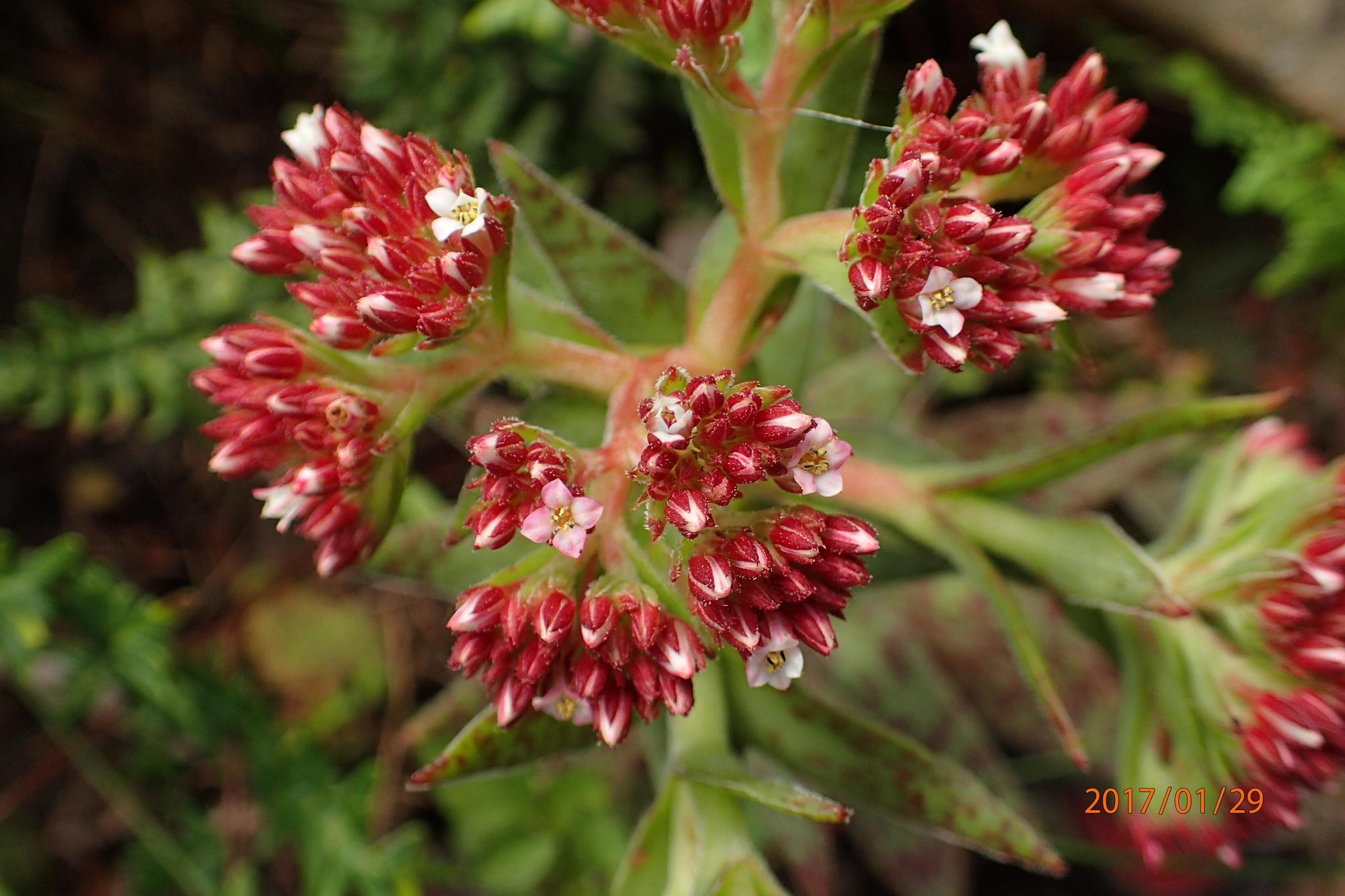
Цветки

Цветки крупные, с плоской верхушкой, диаметром около 150 мм, ароматные. Каждая головка состоит из множества крошечных трубчатых цветков диаметром около 3–6 мм. Цвет цветков варьируется от белого до желтого или розового и красного, но красный сорт кажется наиболее распространенным и, безусловно, самым эффектным из видов. У него длительный сезон цветения: цветы появляются в конце лета и начинают раскрываться к середине марта. Хотя осень и зима являются основными сезонами цветения, он может цвести в любое время года.

## Распространение
Крассула белая процветает на камнях и в окружении каменистых участков, на пологих склонах, иногда на неглубоких почвах, скальных уступах, лугах, в кустарниках и влажных лугах. Этот вид широко распространен на востоке Южной Африки, простираясь на север через восточную часть Африки до Эфиопии, достигая высоты до 2500 м над уровнем моря.
Ареал обитания включает следующие территории: Бурунди, Капские провинции, Эритрея, Эфиопия, Фри-Стейт, Кения, Квазулу-Натал, Лесото, Малави, Мозамбик, Саудовская Аравия, Судан, Эсватини, Танзания, Уганда, Йемен, Зимбабве.

## Экология
Крассула белая производит мелкие семена, которые легко распространяются ветром и могут перемещаться на значительные расстояния от исходного растения. Когда семена переносит ветер, они оседают в трещинах, между камнями и на вершинах камней, обитых тонким слоем почвы.
Богатство маленьких красных цветков, собранных в обширные цветочные головки, обеспечивает продолжительное цветение, привлекая множество насекомых, особенно медоносных пчел.
После завершения цветения растение отмирает, что отличает его от многих суккулентов, но затем снова возникает из основания в начале следующего вегетационного периода. Этот механизм выживания позволяет ему выдерживать холодные, засушливые зимы и часто возникающие пожары в этой экосистеме, с обновлением роста весной.

## Таксономия
Crassula alba Forssk. была впервые описана Пером Форссколем в 1775 году в Fl. Aegypt.-Arab.: 60 (1775).

### Синонимы
Crassula forskoleana F.Dietr. (1834), nom. superfl.

### Разновидности
Подтвержденные разновидности (3) в соответствии с данными сайта Plants of the World Online на 2024 год:
- Crassula alba var. alba
- Crassula alba var. pallida Toelken

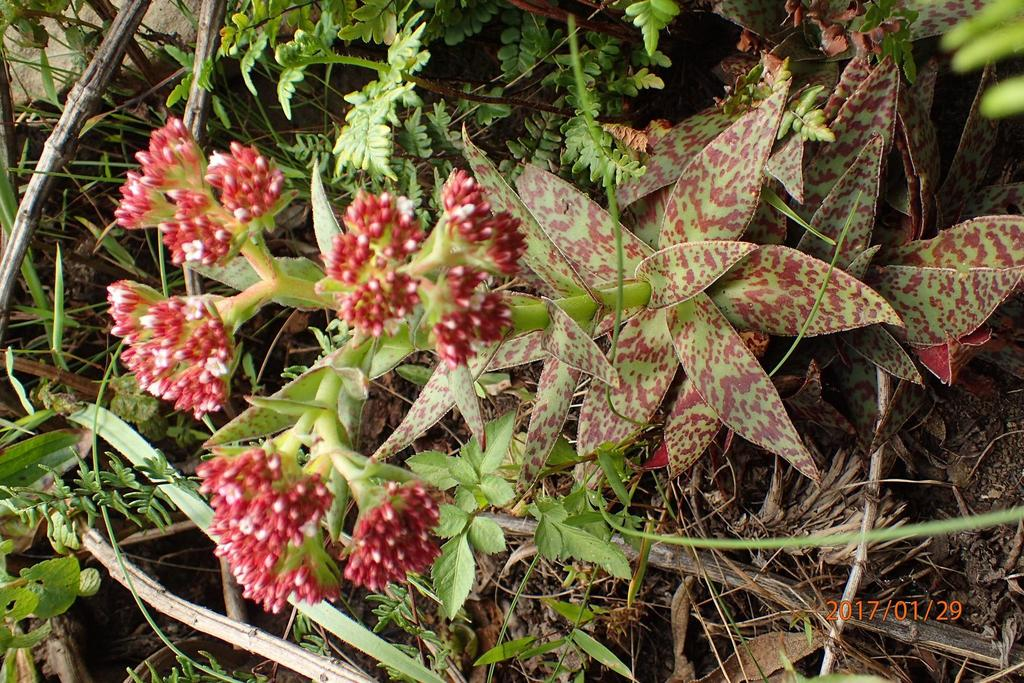
Crassula alba var. parvisepala

- Crassula alba var. parvisepalaCrassula alba var. parvisepala (Schönland) Toelken

## Применение
Крассула белая традиционно применяется народом басуто в военных обрядах для создания чар, призванных придать человеку невидимость или ускользнуть от врагов. Также этот вид используется в сочетании с табаком для изготовления амулета для детей, рожденных после ухода старшего ребенка. Зулусы приготавливали настой из этого растения для лечения дизентерии, диареи, изжоги и истерии. Сок, разбавленный водой, применяется в лечении гриппа и других лихорадок.